# Mayte Vieta
MAYTE VIETA. La relación entre arte y naturaleza constituye uno de los principales cimientos de su corpus creativo. Sus obras expresan una profunda observación en torno a la fragilidad de la vida, a la vez que nos interpelan, invitándonos a sumergirnos en nosotros mismos; una invitación a lo más íntimo, a la introspección, que proyectan atmósferas en torno a las imágenes. Unas imágenes que se nos presentan en pausa, en un tiempo que se nos revela suspendido entre la luz, las penumbras y la oscuridad para establecer una conexión con lo imperceptible y, a menudo, inexplicable: la búsqueda de la trascendencia. Desde los inicios de su trayectoria artística, Mayte Vieta, que cuenta con una reconocida trayectoria internacional, ha participado en la evolución de este diálogo entre cultura y naturaleza en consonancia con su investigación plástica, que la vincula con el pensamiento del Romanticismo , donde el paisaje es entendido como espejo del alma. Sin embargo, en su caso, la tentación hacia el lirismo se ve compensada por un trabajo técnicamente riguroso en el tratamiento de la imagen, en la composición de las fotografías y en la manera de articular las proyecciones de sus instalaciones. Cabe destacar también la importancia de los efectos de la luz con los que el artista logra proyectar una atmósfera mágica, a veces telúrica, que nos conecta con el tiempo de ayer. En la creación de Mayte Vieta existe, sin duda, un componente estético relevante, una búsqueda conmovedora de la belleza que nos permite acercarnos a nuestro yo más íntimo.

## Biografía
Estudió pintura y escultura en la Escuela Massana de Barcelona, a través del espacio establece un diálogo entre la escultura, fotografía e instalaciones. Su utilización de la luz y las sombras crean una atmósfera inquietante, un misterio realzando la belleza en sus obras. Su trayectoria es muy extensa tanto nacional y internacional. Su obra forma parte de grandes colecciones: Comunidad de Madrid, Caja de Burgos, Las Fragales, Pilar Citoler, Fernando Meana, Ordeñez Falcó, Lluis Bassat&Carmen, Ernesto Ventós, Fundación Antoni Vila Casas, Banco Sanbadell entre otras.

## Obra artística
Mayte Vieta empezó pintando, puesto que era una técnica que podía practicar sin necesidad de un espacio fuera de casa. Estudió en la Escuela Massana y mostró gran interés por la escultura, así que dudó sobre si dedicarse al trabajo escultórico. Con el tiempo esta última disciplina se fue fusionando con la fotografía y durante años experimentó con el material fotográfico. En este ámbito realiza principalmente dos tipos de imágenes; las panorámicas con horizontes infinitos del mar o simplemente paisajes, y las de cuerpos femeninos nudo sumergidos en el mar. Las dos poseen una particular evocación, por lo tanto, no existe ninguna diferencia entre ellas, puesto que ambas llevan una fuerte carga de intemporalitat y ambigüedad. Utiliza la fotografía por su capacidad de capturar el instante, de transformar el recuerdo. No le preocupa su calidad, y no la realiza en el sentido que hace la escultura, a menudo literalmente.
En sus exposiciones, Vieta no se limita a colgar sus fotografías, sino que las instala. Crea en ellas un espacio habitable para el espectador, puesto que le interesa forzar un movimiento para crear un recorrido espacial y temporal del cual surge un diálogo con la obra, y en muchos casos incorpora elementos escultóricos. Además, a menudo retro-ilumina sus fotografías con luz natural artificial.
Ella actúa en el campo de la realidad y la reproduce. Su obra está íntimamente ligada a su vida, su piel se identifica con las superficies y su cuerpo -o el cuerpo otras mujeres- con las formas y los volúmenes. Cada una de las obras es un cambio de dirección que sobrepasa haciendo desaparecer el que es totalmente personal y autobiográfico. Su obra pretende actuar en la realidad y no en el ámbito de la representación, por este motivo escoge la escultura. Se caracteriza por la fragilidad de sus piezas trabajadas tanto con parafina como con bronce o hierro.
La obra de Mayte Vieta esta llena de referencias perpetuas a la naturaleza. No obstante, sobre estos paisajes naturales existe una tensión continua, nunca explícita pero que acaba estableciéndose como centro de las obras; tanto de la fotografía como de la escultórica. Tanto las imágenes captadas como las figuras tridimensionales poseen una apariencia inicial estática pero aun así son elementos que muestran la natura en tráfico, nunca quieta, es decir, en una constante metamorfosis.

## Exposiciones relevantes
- 1997 - Propuesta para un recuerdo, Museo de Arte de Girona. Comisaria: Glòria Bosch
- 1999 — Silencio, Metrónomo, Barcelona (catálogo)
- 2001    “Le toit lleva monde”, Centro Multidisciplinario para la Cultura, Vevey, Suiza. Comissàri: Sigismond de Vajay (catálogo)
- 2006 La fragilidad del mundo, cenizas, Tinglado 2, Tarragona. Comisaria: Chantal Grande (catálogo)
- 2006 — La bise Noire. Bienal de fotografía Xavier Miserachs. Can Mario, Fundación Vila Casas. Palafrugell, Girona.
- 2007 — Al otro lado. Sala de Cultura Carlos III, Universidad de Navarra. Pamplona
- 2009 — Cuerpos de luz -Espacio 13, Fundación Joan Miró. La proyección de imágenes en movimiento de cuerpos femeninos flotantes constutuïa el eje del espacio que Vieta compuso en el Espacio 13, dentro de las vías que hacen del vídeo un espacio imaginario para una fenomenología del cuerpo regida por las emociones.[6]

- 2011 — La mirada transparento. Galería Maior, Palma de Mallorca.
- 2012  —  Paysages oubliés, Nocturna, Genev’Artspace, Ginebra, Suiza
- 2014  — Cycle, Espai Volart 2, Fundació Vila Casas, Barcelona (catálogo).[7]

2016 Galeriarociosantacruz, Barcelona
2017 Bòlit, Girona
2022 Museo de la Garrotxa. Estimsr es un lloc. Oltt
Mirar capa endins, obrir els ulls. Fundación Iluro, Mataró.
Cosmos. Mirar en la oscuridad entre las Estrellas. Castillo de Vilaseca. Tarragona
2023 DÉSIR Centro de La Mercè. Girona